# Synalovské kopaniny
Synalovské kopaniny je přírodní památka na severním okraji obce Synalov v okrese Brno-venkov. Důvodem ochrany je zachování současné mozaiky vegetačních formací a současného způsobu obhospodařování.

## Fotogalerie

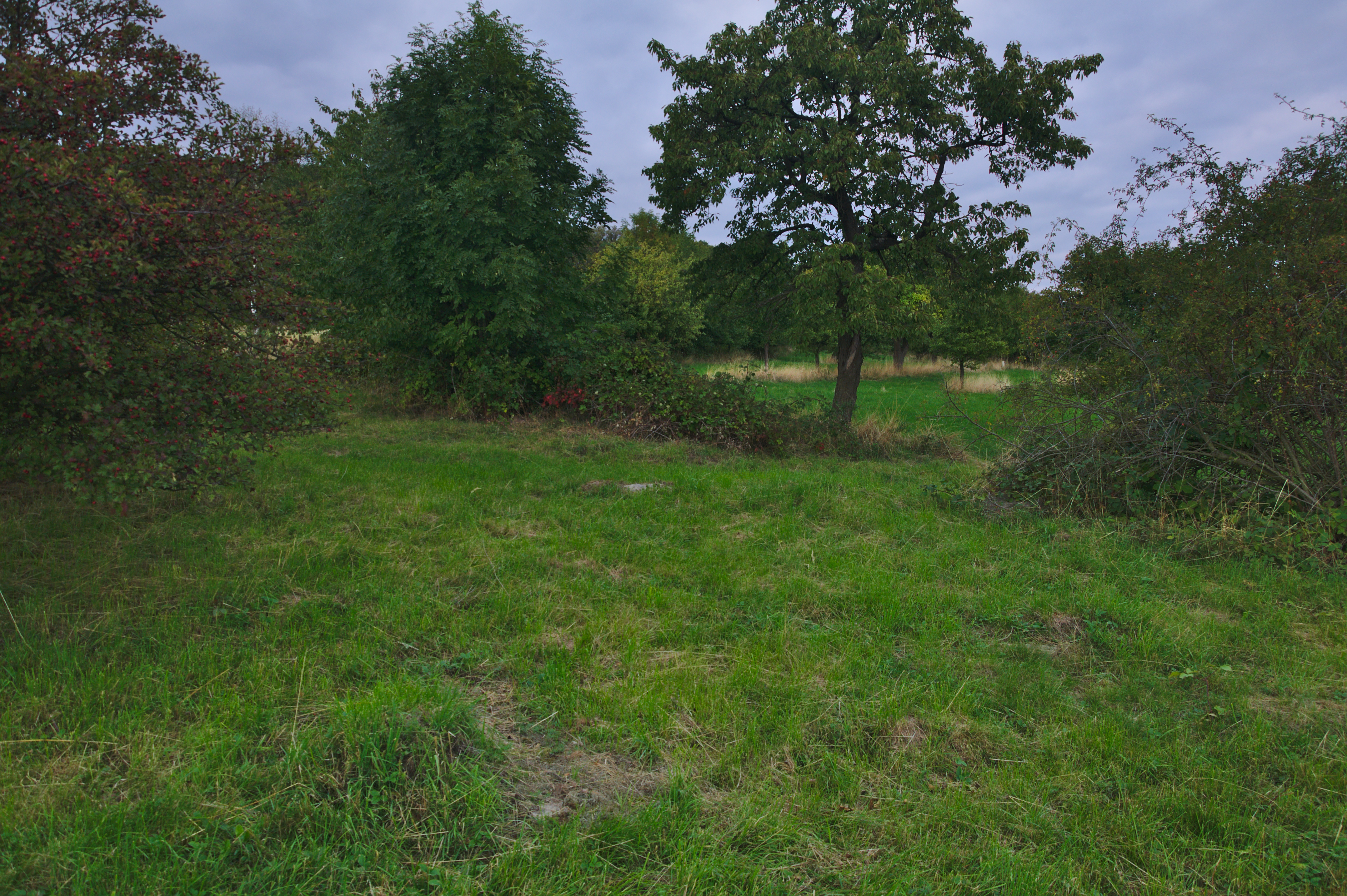
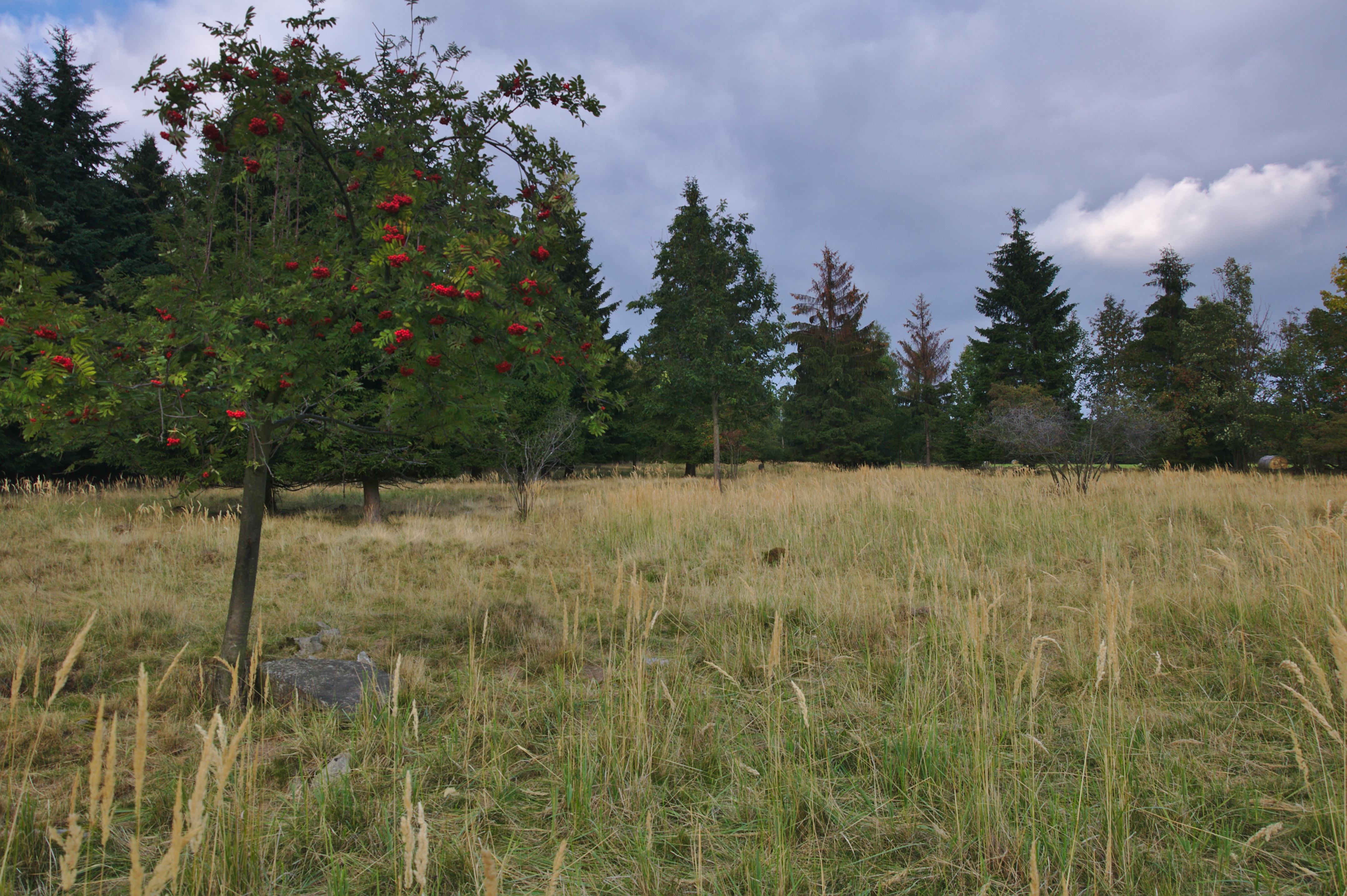
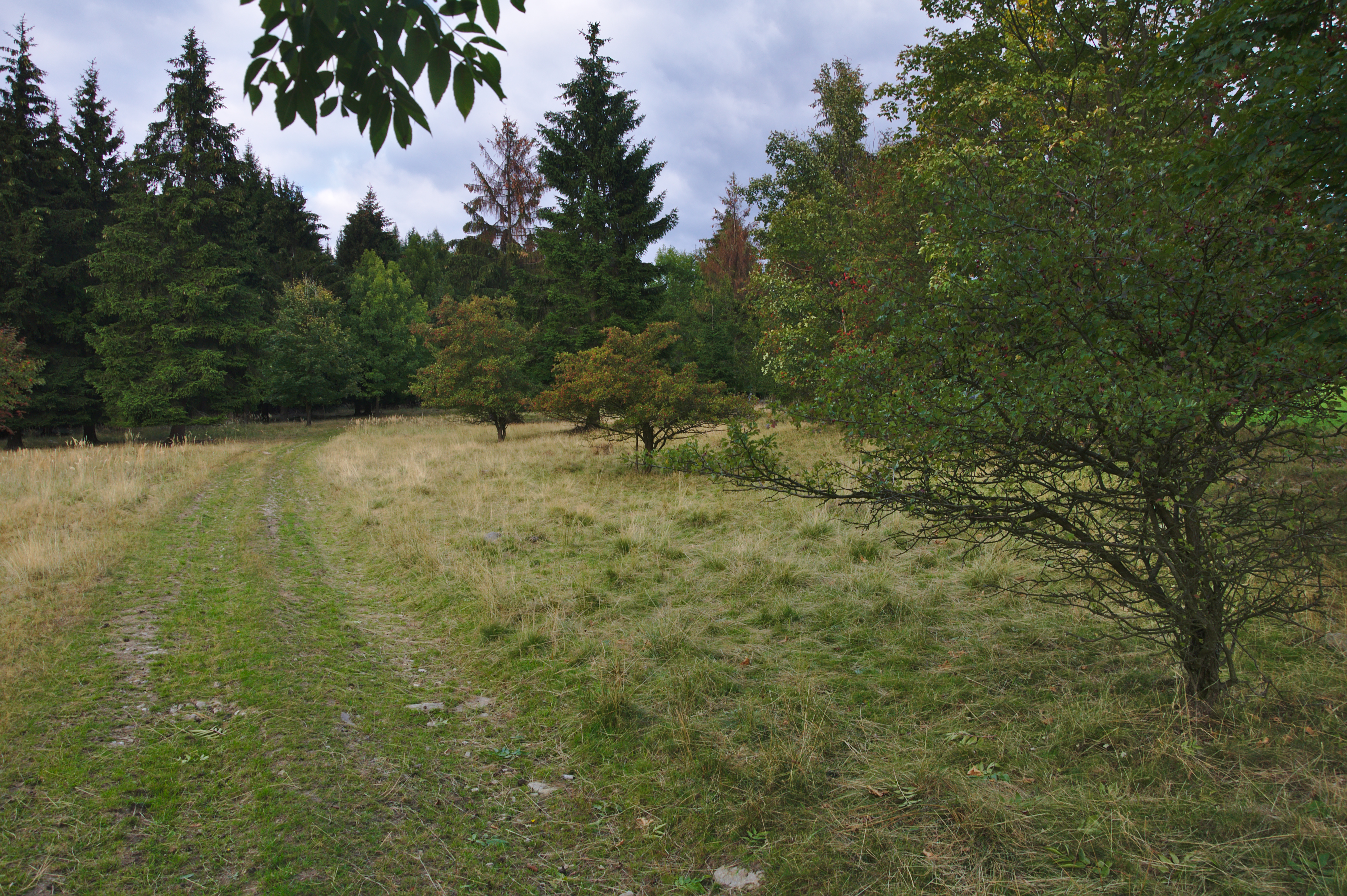
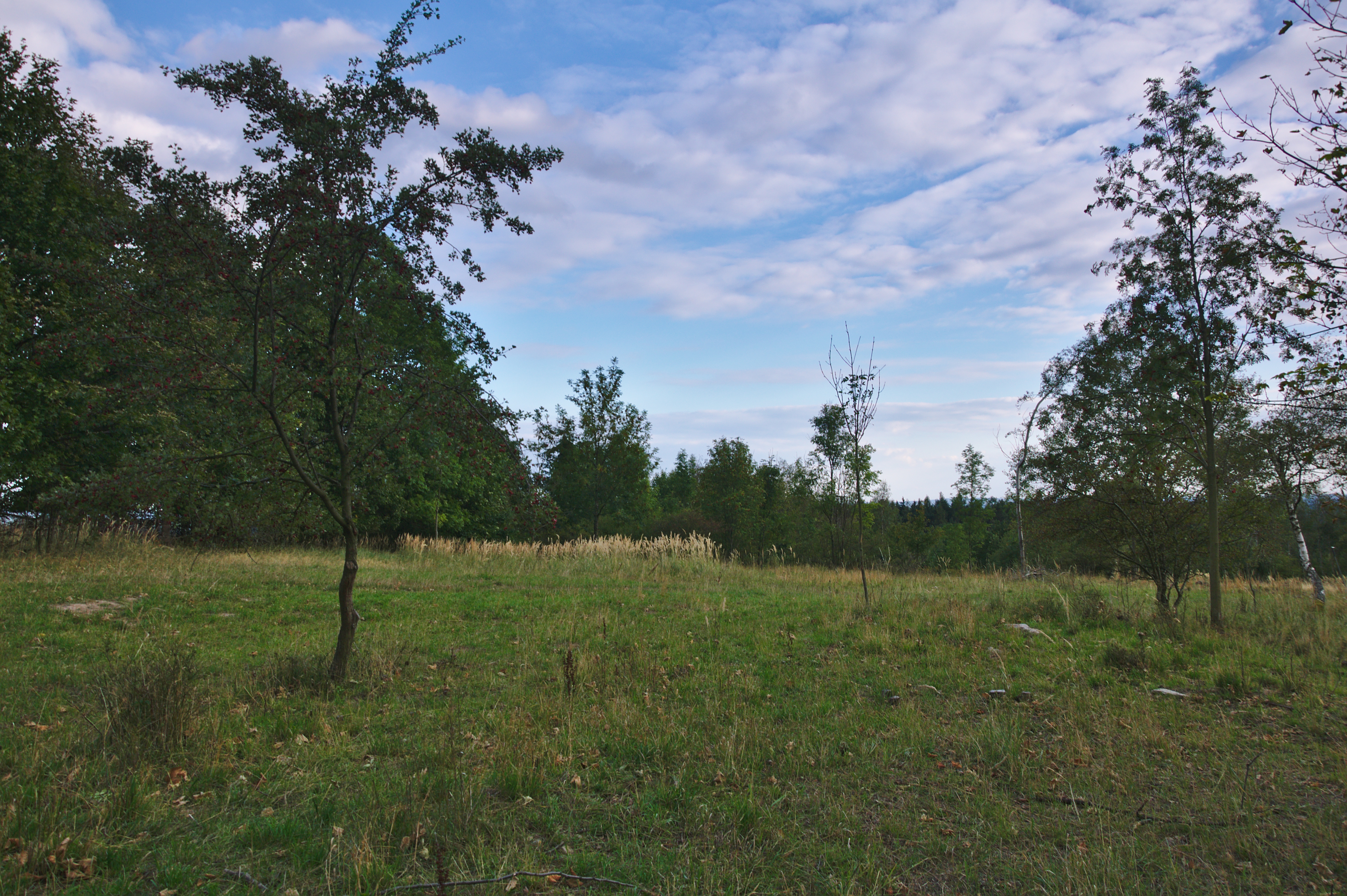
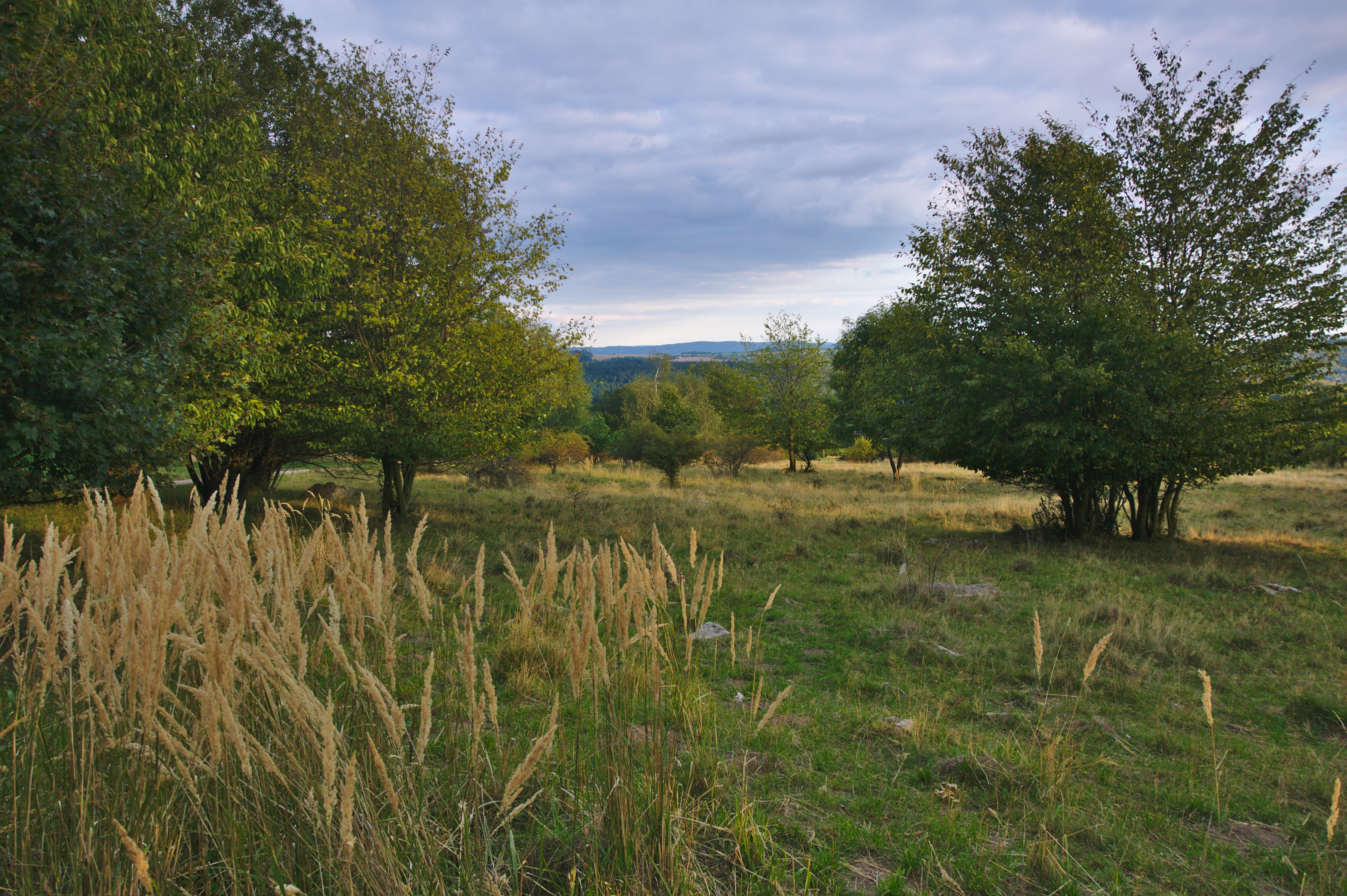